# 謝爾伯烏齊鄉
47°49′N 26°09′E / 47.817°N 26.150°E
謝爾伯烏齊鄉（羅馬尼亞語：Comuna Șerbăuți, Suceava），是羅馬尼亞的鄉份，位於該國東北部，由蘇恰瓦縣負責管轄，面積24平方公里，海拔高度392米，2002年人口3,273，人口密度每平方公里136人。